# Alen Halilović
Alen Halilović, född 18 juni 1996 i Dubrovnik i Kroatien, är en kroatisk fotbollsspelare som spelar för Rijeka. Han är son till Sejad Halilović, tidigare landslagsspelare för Bosnien och Hercegovina och Kroatien.

## Klubbkarriär
Alen Halilović debuterade den 24 oktober 2012 som sextonåring för Dinamo Zagreb i Champions League mot Paris Saint-Germain.
I februari 2015 stod det klart att han flyttade upp från B-laget i Segunda Division och skrev på för FC Barcelona. Den 21 augusti 2015 bekräftade Sporting Gijón att de lånade in Halilović.
Den 3 juli 2018 värvades Halilović av italienska Milan. Den 2 september 2019 lånades han ut till nederländska SC Heerenveen på ett låneavtal över säsongen 2019/2020. Den 5 oktober 2020 kom han överens med Milan om att bryta sitt kontrakt.
Den 23 november 2020 värvades Halilović av engelska Birmingham City. Den 27 augusti 2021 värvades han av Reading, där han skrev på ett ettårskontrakt.
Den 7 juli 2022 värvades han av Rijeka.

## Landslagskarriär
Halilović debuterade för Kroatiens landslag den 10 juni 2013 i en 1–0-förlust mot Portugal, där han blev inbytt i den 50:e minuten mot Ivan Strinić. Han blev då den yngsta debutanten genom tiderna för det kroatiska landslaget.

## Meriter

### Klubblag
Dinamo Zagreb
- Prva HNL: 2012/2013, 2013/2014
- Kroatiska supercupen: 2013

FC Barcelona
- Copa del Rey: 2014/2015